# Frères ennemis (film, 2015)
Pour les articles homonymes, voir Frères ennemis et 1944.
Pour plus de détails, voir Fiche technique et Distribution.
Frères ennemis (titre original : 1944) est un film de guerre dramatique estonien réalisé par Elmo Nüganen et sorti en 2015.
Le film est sélectionné comme entrée estonienne pour l'Oscar du meilleur film en langue étrangère à la 88e cérémonie des Oscars qui s'est déroulée en 2016.

## Synopsis
Basé sur des faits réels de la Seconde Guerre mondiale, 1944 (Frères Ennemis) met en avant les soldats de l'armée estonienne piégés entre les lignes allemandes et soviétiques et obligés de choisir un camp.
Se divisant alors en deux camps, les soldats, autrefois frères d'armes, sont maintenant contraints de s'affronter.

## Distribution
- Marko Leht (et) : Valter Hein
- Maiken Schmidt (et) : Aino Tammik
- Mait Malmsten (et) : Omavalitsuse tegelane
- Rain Simmul (et) : Prohhor Sedõhh
- Kaspar Velberg (et) : Karl Tammik
- Kristjan Üksküla (et) : Jüri Jõgi
- Magnús Mariuson : Taanlane Carl
- Märt Pius (et) : Vennad Käärid
- Kristjan Sarv (et) : Abram Joffe
- Anne Reemann (et) : Omakaitse naisvõitleja
- Anne Margiste : Talunaine
- Ivo Uukkivi : Rudolf Kask
- Kristo Viiding : Leonhard 'Talu'
- Peeter Tammearu : Kreml
- Ain Mäeots : Kapten Evald Viires
- Sepo Seeman : Taluperemees
- Gert Raudsep : Ants 'Saareste'
- Jaak Prints : Autojuht Richard Pastak
- Priit Loog : Paul Mets
- Külli Teetamma : Ema lastega
- Martin Mill : Alfred Tuul
- Karl-Andreas Kalmet : Vladimir 'Kamenski'
- Pääru Oja : Sanitar Elmar 'Säinas'
- Tõnu Oja : Omakaitse leitnant
- Thomas Kolli : Soldier - German Army
- Peeter Jürgen : Talumees
- Hendrik Toompere Jr. Jr. : Kristjan 'Põder'
- Andero Ermel : Oskar Lepik
- Tanel Saar :
- Priit Pius : Vennad Käärid
- Henrik Kalmet : Voldemar 'Piir'
- Priit Strandberg : Lembit 'Raadik'

## Version française
- Société de doublage : NDE Production
- Direction artistique : Antony Delclève
- Adaptation des dialogues : Frédéric Alameunière
- Enregistrement et mixage :

## Box-office
Il s'agit du film estonien ayant réalisé le plus d'entrées en Estonie en 2015, avec 115 559 entrées.